# ابن حميد
محمد بن عبد الله بن علي بن عثمان بن حميد العامري النجدي المكي الحنبلي (1236هـ — 1295هـ = 1820م — 1878م) أحد أشهر علماء وفقهاء الحنابلة النجديين. كان مؤرخ، وأديب، ومفتي الحنابلة بمكة. ومن أهم مؤلفاته كتاب: السحب الوابلة على ضرائح الحنابلة.

## تاريخ مولده
- قال عبد الله بن عبد الرحمن البسام عضو هيئة كبار العلماء في كتابه «علماء نجد خلال ثمانية قرون» أنه ولد سنة 1232 هـ.
- وقال الشيخ محمد بن عثمان القاضي في كتابه روضة الناظرين أنه ولد سنة 1226 هـ.
- وقال تلميذه صالح البسام أنه ولد سنة 1236 هـ، وهذا هو الصحيح.

## شيوخه
- الشيخ عبد الله أبا بطين مفتي الديار النجدية المتوفى سنة 1282 هـ، قال عنه في ترجمته له في كتاب السحب الوابلة على ضرائح الحنابلة: «ولم تر عيني مثله».
- الشيخ علي بن محمد آل راشد قاضي عنيزة.
- الشيخ العلامة محمد بن حمد الهديبي النجدي ثم الزبيري ثم المكي المدني.
- العلامة المسند العارف بالله محمد بن إدريس السنوسي صاحب الطريقة السنوسية.
- الشيخ العلامة أحمد الدمياطي المكي الشافعي.
- الشيخ العلامة المحدث محمد عابد السندي، أخذ عنه بالإجازة.
- المفسر المحدث محمود الألوسي الحنفي صاحب «روح المعاني». مفتي بغداد المتوفى سنة 1270 هـ.
- الشيخ العلامة المسند المحقق إبراهيم السقا الأزهري.
- الشيخ العلامة أحمد بن عثمان بن جامع قاضي الزبير، أجازه بمكة المكرمة سنة 1257 هـ.
- الشيخ عبد الجبار بن علي النقشبندي الزبيري المصري، دفن بالمدينة المنورة سنة 1285 هـ.

## تلاميذه

كتاب السحب الوابلة على ضرائح الحنابلة.

- ابنه التقي الصالح علي بن محمد بن حميد، تولى الإفتاء بعد وفاة والده.
- الشيخ عبد الله بن عائض قاضي عنيزة.
- الشيخ خلف بن إبراهيم بن هدهود، ولي إمامة المقام الحنبلي بعد وفاة ابن الشيخ ابن حميد.
- مبارك آل مساعد البسّام.
- الشيخ عبد الله أبو الخير مرداد.
- محمد العبد الكريم بن شبل.
- الشيخ صالح بن عبد الله البسّام. كاتب أحد نسخ كتاب السحب الوابلة على ضرائح الحنابلة، توفى سنة 1307 هـ عن 37 سنة.
- الشيخ عبد الكريم بن صالح بن عثمان بن شبل. وأخوه الشيخ عبد الله. روى عنه العلامة المحدث المحقق عبد الحي اللكنوي المتوفى سنة 1304 هـ عن 39 سنة.

## مؤلفاته
1. السحب الوابلة على ضرائح الحنابلة.[1] قال عنه الدكتور عبد الرحمن بن سليمان بن العثيمين في مقدمة الجوهر المنضد (ص: 70): «السحب الوابلة على ضرائح الحنابلة كتاب ضخم ذيّل فيه على طبقات ابن رجب من وفيات سنة 751 هـ حيث توقف الإمام ابن رجب واستمر إلى قرب وفاته سنة 1295 هـ استوعب فيه تراجم كثيرة ورجع إلى مصادر غنية وأصيلة وتراجم الرجال فيه مستوفاة، وصل فيه إلى درجة قريبة من مستوى كتاب ابن رجب مع تأخر زمنه. ورتب ابن حميد كتابه على حروف المعجم ولم يجعله طبقات كما فعله ابن رجب...» إلى أن قال: «وكتاب السحب الوابلة لم يطبع بعد وهو من أهم الكتب المؤلفة في الطبقات وأكثرها فائدة...».
2. النعت الأكمل بتراجم أصحاب الإمام أحمد بن حنبل.[1]
3. جمع حواشي الخلوتي على الإقناع وشرحه.
4. حاشية على المنتهى وشرحه للشيخ منصور البهوتي،[1] وصل فيها إلى باب العتق.
5. له قصائد جياد ومراسلات أدبية.
6. الرسالة الجامعة والتذكرة النافعة على مذهب الإمام أحمد بن حنبل.[2]

## وظائفه
تولّى الإمامة بالمقام الحنبلي بالمسجد الحرام والتدريس والإفتاء على مذهب الإمام أحمد بن حنبل إلى أن توفى.

## وفاته
توفي بالطائف يوم الأحد الثاني عشر من شعبان عام 1295 هـ ودفن بمقبرة عبد الله بن عباس.

## قالوا عنه
- قال عنه الزركلي في كتابه الأعلام: «محمد بن عبد الله بن علي بن عثمان بن حميد العامري، نسبة إلى عامر بن صعصعة، النجدي: مؤرخ، من علماء الحنابلة. ولد في بلدة عنيزة (مركز القصيم، بنجد) وسافر إلى مكة واليمن والشام والعراق ومصر. واستقر مفتيا للحنابلة بمكة. وتوفي بالطائف. من كتبه (السحب الوابلة على ضرائح الحنابلة - خ) في تراجم الحنابلة، استفدت منه كثيرا، و (النعت الاكمل بتراجم أصحاب الامام أحمد بن حنبل) ذكره في السحب الوابلة، و (حاشية على شرح المنتهى) في الفقه، و (ملخص بغية الوعاة - خ)».[3]
- وقال عنه العلامة المسند عبد الحي الكتاني في فهرس الفهارس (519/1): «محمد بن حميد الشرقي المكي الحنبلي، مفتي الحنابلة بمكة، العامري نسبة إلى عامر بن صعصعة، العلامة الأديب المؤرخ المسند».
- وقال عنه الشيخ عبد الله أحمد أبو الخير مرداد المتوفى سنة 1343 هـ في المختصر من كتاب نشر النور والزهر (ص: 373) الجزء الثاني: «...الخطيب والإمام والمدرّس بالمسجد الحرام، علامة نحرير خطيب مصقع، كان نادرة العصر، ماهراً في العلوم الأدبية والعقلية عارفاً بالأحاديث والشعر وسائر العلوم الشرعية، جامعاً لأشتات الفضائل».
- وقال عنه الشيخ محمد بن عثمان بن صالح بن عثمان القاضي بعنيزة في كتابه «روضة الناظرين» (213/2): «هو العالم الجليل والحبر البحر الفهّامة المؤرخ الأديب الشيخ محمد بن عبد الله بن علي بن عثمان بن علي بن حميد... ورباه والده أحسن تربية فنشأ نشأة حسنة وقرأ القرآن وحفظه على مقرئ في عنيزة ثم حفظه عن ظهر قلب وشرع في طلب العلم بهمة ونشاط ومثابرة» إلى أن قال: «وترجم له ابن ضويان فأثنى عليه ثناءً حسناً وقال: كان فقيهاً ذكياً جيد الحفظ رحل إلى الأمصار وطاف بلاد الحجاز واليمن والشام ومصر وغيرها وأخذ عن علماء هذه الأقطار».
- وقال عنه الشيخ محمد جميل الشطي في مختصر طبقات الحنابلة (ص: 192): «ترجمة سيدي العم العالم المفنن محمد مراد أفندي في مسودة طبقات الحنابلة له فقال: هو الشيخ محمد بن عبد الله بن حميد، مفتي الحنابلة بمكة المكرمة الإمام العلامة الفقيه المحدث المتقن، كان ذا علم وسيع وفهم رفيع بالغاً أعلى مراتب التقوى مرجعاً لأرباب العلم والفتوى، كثير المحبة والاعتناء بشيخ الإسلام ابن تيمية وتلامذته، له القدم الراسخ في العلوم العقلية والنقلية، دار البلاد ودخل دمشق ونزل في دارنا أياماً، واجتمع بجلة من أعيان دمشق وعلمائها، وصار بينه وبين سيدي الوالد صاحب التآليف الشيخ محمد والعم مفتي الحنابلة أحمد ألفة أكيدة ومحبة شديدة، وأثنيا عليه وذكرا له همة عالية».
- وقال عنه تلميذه الشيخ صالح بن عبد الله بن إبراهيم البسّام في ترجمته له في آخر النسخ المعتمدة في كتاب السحب الوابلة على ضرائح الحنابلة وقد كتبها الشيخ البسّام بنفسه: «شيخنا العالم العلامة والحبر البحر الفهّامة الفاضل محمد علي عبد الله بن علي بن عثمان بن حميد العامري الحنبلي، ولد في بلدة عنيزة - أم قرى القصيم - وذلك في سنة 1236 هـ كما يؤخذ من ترجمته لشيخه عبد الله بابطين المذكور في حرف العين».
- وقال عنه عبد الله بن عبد الرحمن البسام عضو هيئة كبار العلماء في كتابه «علماء نجد خلال ثمانية قرون» (862/3): «ولد في بلدة عنيزة سنة 1232 هـ، ونشأ فيها وكان عمه عثمان بن حميد وجده لأمه الشيخ عبد الله بن منصور آل تركي من أهل العلم والعبادة والصلاح... نشأ في بيئة علمية فنشأ محباً للعلم فقرأ على علماء بلده حتى أدرك طرفاً صالحاً من العلم».